# Cileunyi Kulon
Cileunyi Kulon is een bestuurslaag in het regentschap Bandung van de provincie West-Java, Indonesië. Cileunyi Kulon telt 21.313 inwoners (volkstelling 2010).